# Tanya Reynolds
Tanya Louise Reynolds (nacida el 4 de noviembre de 1991) es una actriz británica. Es conocida por su papel como Lily Iglehart en la serie de Netflix Sex Education.

## Biografía

### Educación y carrera
Tanya se graduó del The Oxford School of Drama.
En 2016 se unió al elenco de la serie Delicious donde interpretó a Teresa, la hija de Leo Vincent (Iain Glen) y Sam (Emilia Fox).
En el 2017 se unirá al elenco invitado de la tercera temporada de la popular serie Outlander donde interpretará a la amistosa y genuina Isobel Dunsany, la hermana menor de la petulante y mimada Geneva Dunsany (Hannah James).

## Filmografía

### Series de televisión
| Año  | Serie                 | Personaje      | Notas              |
| ---- | --------------------- | -------------- | ------------------ |
| 2024 | El Decamerón          | Licisca        | 8 episodios        |
| 2019 | Sex Education         | Lily           | 16 episodios       |
| 2017 | Outlander             | Isobel Dunsany | 1 episodio (T3:E4) |
| 2017 | Crimen en el paraíso  | Pearl Marston  | 1 episodio         |
| 2016 | Delicious             | Teresa Benelli | 12 episodios       |
| -    | Civilised People      | Francesca      | -                  |
| -    | The Jealous Boyfriend | Kattie         | -                  |

### Películas
| Año  | Título                       | Personaje       | Notas |
| ---- | ---------------------------- | --------------- | --- |
| 2024 | Harold and the Purple Crayon | Porcupine       | |
| 2020 | Emma                         | Mrs. Elton      | junto a Anya Taylor-Joy, Johnny Flynn, Bill Nighy, Mia Goth, Miranda Hart, Josh O'Connor y Callum Turner |
| 2017 | Fanny Lye Deliver'd          | Rebecca Henshaw | junto a Maxine Peake, Charles Dance, Freddie Fox, Zak Adams, Peter McDonald y Perry Fitzpatrick          |
| 2016 | Introducing Lucy             | Lucy            | corto - junto a Dominic Andersen, Sarah Kitchen y Sammy Moore                                            |

### Teatro
| Año  | Obras                      | Personaje       | Director (a)      | Teatro                 | Notas                                                        |
| ---- | -------------------------- | --------------- | ----------------- | ---------------------- | ------------------------------------------------------------ |
| 2016 | Dóttir                     | Dóttir          | Whit Hertford     | Courtyard Theatre      | junto a Cheska Hill-Wood, Haeleigh Royall y Aimée Cassettari |
| -    | Xmas Carol                 | La Reina        | Dom Everett Riley | Old Red Lion Theatre   | -                                                            |
| -    | Ratchet                    | Lucy            | Hal Chambers      | Soho Theatre           | -                                                            |
| -    | Julius Ceasar              | Metellus Cimber | Paul Hart         | North Wall Theatre     | -                                                            |
| -    | Three Sisters              | Natasha         | Steve Woodward    | Oxford School of Drama | -                                                            |
| -    | The Last Words You'll Hear | Cassandra       | Whitney Mosery    | Almeida Theatre        | -                                                            |
| -    | Photograph-One Woman Show  | Sam             | Grace Davis       | Etcetera Theatre       | -                                                            |